# Jason Connery

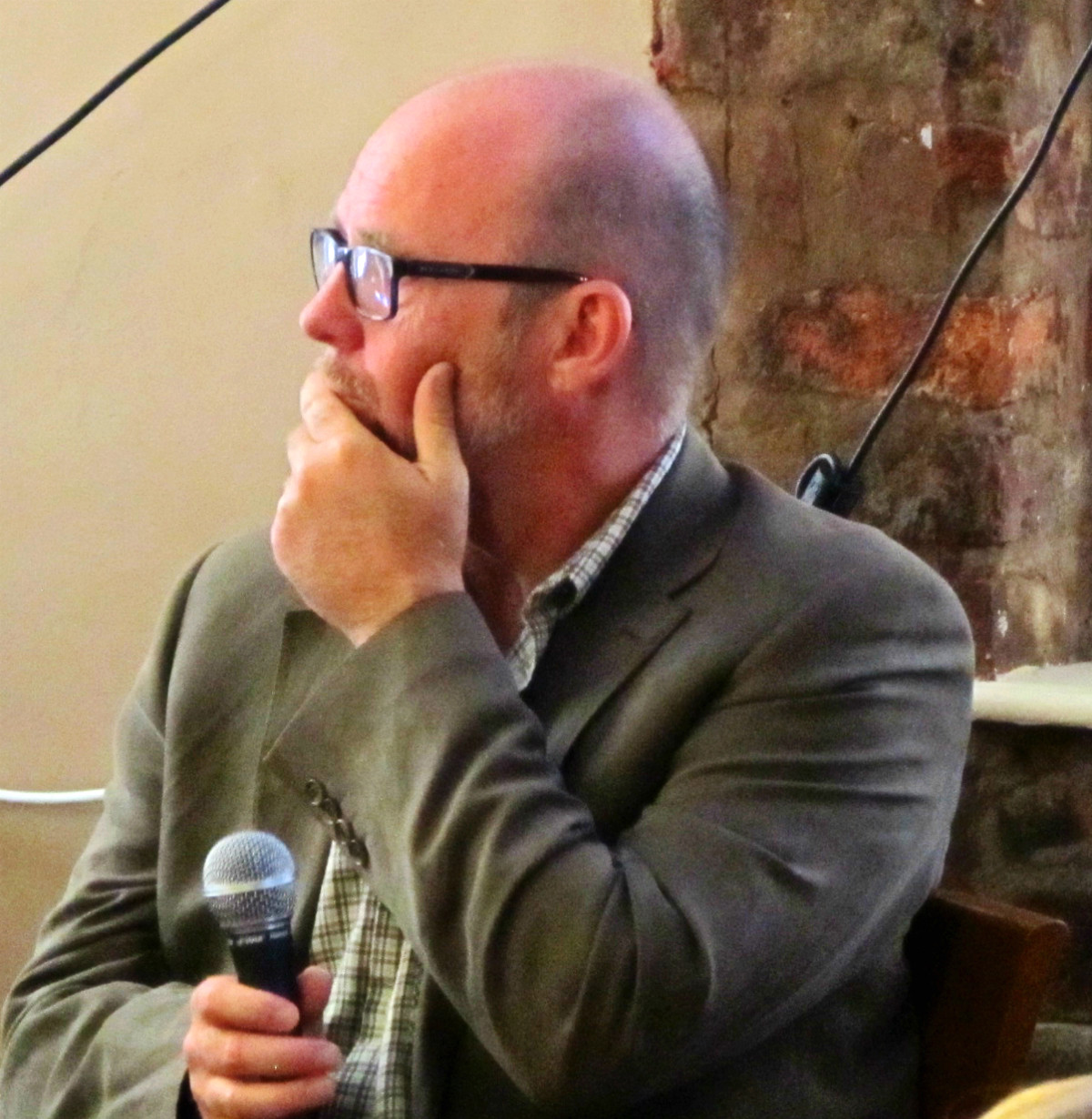
Jason Connery, 2015

Jason Connery (* 11. Januar 1963 in London) ist ein britischer Schauspieler und Regisseur. 

## Leben
Jason Connery wurde als Sohn von Sean Connery und Diane Cilento am 11. Januar 1963 in London geboren. Seine Eltern ließen sich 1973 scheiden. Sein Onkel Neil Connery war ebenfalls als Schauspieler tätig.
Zunächst besuchte er die Schule in Millfield und später die Privatschule Gordonstoun, die er kurz vor dem Abschluss verließ, um sich einer Theatergruppe anzuschließen. Den Durchbruch schaffte er im Jahr 1986 mit der britischen Fernsehserie Robin Hood (original: Robin of Sherwood), in der er in der dritten Staffel die Hauptrolle von Michael Praed übernahm. In Damiano Damianis Film Der Zug spielt er 1990 als David den Bewunderer Inessa Armands (Dominique Sanda). Sein schauspielerisches Schaffen umfasst mehr als 70 Film- und Fernsehproduktionen.
Seit 2009 tritt er auch gelegentlich als Regisseur in Erscheinung. 
Von 1996 bis 2002 war er mit der Schauspielerin Mia Sara verheiratet. Mit ihr hat er einen 1997 geborenen Sohn.

## Filmografie (Auswahl)

### Filme
als Schauspieler:
- 1983: Verflucht sei, was stark macht (The Lords of Discipline)
- 1984: Als Amerika nach Olympia kam
- 1984: Nemo
- 1984: The Boy Who Had Everything
- 1986: Fieber im Herzen (La venexiana)
- 1988: Bye Bye Baby
- 1988: Casablanca Express
- 1988: Der gestiefelte Kater (Puss‘n Boots)
- 1989: Soho Connection
- 1990: Das geheime Leben des Ian Fleming (Spymaker: The Secret Life of Ian Fleming, Fernsehfilm)
- 1992: The Sheltering Desert
- 1994: Jamila
- 1995: The Palmer Files: Herren der Apokalypse (Len Deighton’s Midnight in Saint Petersburg, Fernsehfilm)
- 1995: The Palmer Files: Der Rote Tod (Len Deighton’s Bullet to Beijing, Fernsehfilm)
- 1996: Successor
- 1997: Macbeth
- 1998: Urban Ghost Story
- 2000: Shang-High Noon
- 2001: Wishmaster 3 – Der Höllenstein
- 2001: Nicolas
- 2001: Requiem
- 2001: Return of the Thief of Baghdad
- 2005: Hoboken Hollow
- 2005: Private Moments
- 2006: Brotherhood of Blood
- 2006: Tierisch wild (The Wild) (Sprechrolle)
- 2006: Lightspeed
- 2006: Night Skies
- 2006: Todesritt nach Jericho (The Far Side of Jericho)
- 2008: Alone in the Dark II
- 2008: La Linea – The Line (La linea)
- 2009: Penance - Der Folterkeller (Penance)
- 2010: Santa Pfotes großes Weihnachtsabenteuer (The Search for Santa Paws, Stimme)
- 2018: Railroad to Hell: A Chinaman's Chance
- 2019: The Untold Story

als Regisseur:
- 2009: Pandemic
- 2009: The Devil’s Tomb
- 2011: 51
- 2012: The Philly Kid – Never Back Down (The Philly Kid)
- 2016: Tommy's Honour

### Fernsehserien
- 1985: Doctor Who (Folge 22.2)
- 1986: Casualty
- 1986: Robin Hood (dritte Staffel)
- 1986: Worlds Beyond
- 1988: Der Zug
- 1991: Glühender Himmel
- 1992: Verlorenes Paradies
- 1996:  Fünf Freunde als Retter in der Not
- 1998: Merlin
- 1999: The Strip (Folge 1.10)
- 2001: Smallville (Folgen 1.3, 1.17 und 2.13)
- 2004: Shoebox Zoo
- 2011: Criminal Minds: Team Red (Folge 1.12)
- 2013: General Hospital